# Idioma porome
El porome o kibiri es una lengua papú hablada en el sur de Papúa Nueva Guinea por algo más de 1000 personas. Fue clasificada como una lengua aislada por Stephen Wurm, aunque Malcolm Ross la relaciona con las lenguas kiwai, que a suvez posiblemente están remotamente emparentadas con las lenguas trans-neoguineanas.
La lengua se habla en la aldeas de Tipeowo, Doibo, Paile, Babaguina, Ero y Wowa, situadas cerca del punto geográfico 7º27'S (latitud) y 144º17' E (longitud).